# 廉政行動組
《廉政行動組》（英語：Wars of Bribery）是香港電視廣播有限公司拍攝製作的時裝電視劇，全劇共20集，監製徐正康。首播期間，結局篇的收視率為28點。此劇為無綫最後一套於黃金時段首播的非配上中文字幕電視劇，此後所有於黃金時段首播的劇集均配上中文字幕。
此劇為郭富城及朱茵在TVB所拍的最後一套非客串長劇。
此劇分別於1997年8月8日至9月4日及2002年6月12日至在翡翠台逢星期一至五14:10－15:05及11:45-12:45重播，並於2009年11月14日起在無綫收費電視經典台《我們的...郭富城》系列節目每周六至日連續播映四集。

## 故事大綱
楊大志幹勁沖天，積極熱誠，加入廉政公署工作，成為廉政調查員，雖屢遇挫敗，但對工作仍滿腔熱誠。趙詠兒為新加入之調查員，好勝剛強，常與志互爭表現。探員游樂生無意中認識了失明的梁小敏，樂生被小敏的樂天達觀的性格吸引，二人遂發展了一段感情。
大志與詠兒在偵查案件中，雖不時鬥氣，但仍能同心偵破不少案件，如車行經紀聯同防盜保安主任進行偷車活動；名校校長與女書記同流合污，欺騙學生家長以取利；無良醫生利用職權，偷取醫院藥物轉售予藥廠經紀；警員受賄包庇滋事份子；承建商偷工減料，洗黑錢勾結地產商及屋宇地政署高官等貪污罪行等。二人更在不知不覺間互生情愫。偵察過程中，大志和詠兒均在愛情、友情及親情上也經歷了重大的考驗。究竟他能否捨情取義，發揮廉潔精神呢？

## 演員表

### 主要演員
- 郭富城 飾 楊大志 (阿志)
- 朱　茵 飾 趙詠兒 (阿Wing）
- 吳毅將 飾 游樂生（於第18集吸入車煙死亡）
- 關詠荷 飾 梁小敏
- 魏駿傑 飾 鄭宏彬 (Benny)（原調查員後離職並為非作歹於第20集墮樓死亡）

### ICAC
- 駱應鈞 飾 高振業 (高官)
- 艾　威 飾 馮　波 (阿波)
- 陳安瑩 飾 李雲英 (英姑)
- 張松枝 飾 何永達 (達仔)
- 陸希揚 飾 王家漢 (阿漢)
- 黃文標 飾 陳榮貴 (阿貴)
- 林佩君 飾 林美儀 (儀妹)
- 沈寶思 飾 調查員
- 雷穎怡 飾 調查員
- 鄭瑞曉 飾 調查員
- 湯俊明 飾 調查員
- 沈星銘 飾 調查員
- 王大衛 飾 調查員
- 李天翔 飾 調查員
- 卓　凡 飾 調查員

### 警察
- 談泉慶 飾 朱SIR
- 黃小龍 飾 CID
- 劉永晉 飾 CID
- 黃小龍 飾 CID

### 楊家
- 胡　楓 飾 楊偉棠
- 朱咪咪 飾 陳愛玉

### 案件演員

#### 賄賂檢調案(第一集)
- 李子奇 飾 陳　偉
- 戴耀明 飾 鄭　平
- 沈　威 飾 王夏柏
- 黃振寧 飾 柏助手

#### 貓哥收回扣案(第1～2集)
- 凌　漢 飾 陳　七(原保全後被開除檢舉貓哥收紅包)
- 黎秀英 飾 六　婆(給貓哥紅包)
- 黃　新 飾 貓　叔
- 馮瑞珍 飾 貓　嫂

#### 車行經紀聯同防盜保安主任進行偷車案(第1～5集)
- 林嘉麗 飾 車　主
- 林敬剛 飾 梁小華(華弟)（于第3集死亡）
- 郭政鴻 飾 優　皮
- 郭卓樺 飾 優皮手下
- 盧　剛 飾 優皮手下

#### 名校校長與女書記同流合污案 (第6～8集)
- 劉　江 飾 林耀忠
- 鄧英敏 飾 關偉林
- 馮曉文 飾 何艷琴
- 虞天偉 飾 王社長
- 張漢斌 飾 教師甲
- 陳燕航 飾 教師乙
- 何美好 飾 教師丙
- 饒秋寶 飾 教師丁

#### 高级警務人員貪污案 (第8～13集)
- 河國榮 飾 JOHNNY KAN （重案組高级督察）
- 楊玉梅 飾 何恩平（JESSICA）
- 古明華 飾 金錢豹
- 李耀敬 飾 喪　標
- 游　飈 飾 豹手下
- 羅　維 飾 豹手下
- 朱樂輝 飾 標手下
- 張俊華 飾 標手下
- 孫恩明 飾 JOHNNY手下
- 盧慶輝 飾 JOHNNY手下

#### 醫生濫用職權案(第13～16集)
- 張國強 飾 劉子良
- 戴誌衛 飾 馬偉林
- 羅本能 飾 院　長
- 蘇恩磁 飾 陳姑娘
- 鍾潔怡 飾 JUDY
- 蕭玉燕 飾 MAGGIC
- 蓋世寶 飾 護　士
- 伍慧珊 飾 護　士
- 黎靖雪 飾 護　士
- 敖若晴 飾 瑩　瑩

#### 建筑公司偷工减料案 (第17～20集)
- 江　漢 飾 潘世昌
- 郭德信 飾 許耀基
- 方　傑 飾 THOMAS CHOW
- 魏駿傑 飾 鄭宏彬（原調查員後離職並為非作歹於第20集墜樓死亡）
- 劉桂芳 飾 陳美惠
- 區　嶽 飾 潘家工人

#### 其他
- 蓋世寶 飾 空　姐
- 伍慧珊 飾 空　姐
- 鄧汝超 飾 阿　明
- 麥嘉倫 飾 ERIC
- 詹秉熙 飾 PAUL
- 談佩珊 飾 黎秀蓮
- 廖麗麗 飾 張玉鳳
- 李海生 飾 梁永財
- 戴少民 飾 吳家安
- 文潔雲 飾 阿　娟
- 丁　力 飾 榮　仔
- 孫季卿 飾 康　伯
- 博　君 飾 店主（陳生）
- 黃成想 飾 鴻　記
- 可　心 飾 銀行職員
- 陸婉芬 飾 航空公司職員
- 伍文生 飾 峰
- 陳展鵬 飾 阿　四
- 何掌君 飾 狗仔超
- 陳中堅 飾 工　友
- 呂劍光 飾 工　友
- 李慧萍 飾 售貨員
- 梁照豪 飾 修理工人

## 影碟發行
以下影碟發行由電視廣播(國際)有限公司授權：
香港發行代理商現代音像(國際)有限公司於2007年推出發行了《廉政行動組》VCD影碟零售版本，此影碟將已播放的集數並製作成13隻碟版本，每隻碟跟電視劇的每集片長約60分鐘一樣，設有粵語及國語發音版本並配上繁體中文字幕。

## 外部連結
- 無綫電視官方網頁 - 廉政行動組

## 電視節目的變遷
| 香港無綫電視翡翠台 星期一至五 21:00-22:00 時段 | 香港無綫電視翡翠台 星期一至五 21:00-22:00 時段 | 香港無綫電視翡翠台 星期一至五 21:00-22:00 時段 |
| ---------------------------------------------- | ---------------------------------------------- | ---------------------------------------------- |
|                                                | 廉政行動組 (1996.06.10 - 1996.07.05)           |                                                |
| 900重案追兇 (1996.05.06 - 1996.06.07)          | 孽吻 (1996.07.08 - 1996.08.02)                 |                                                |
| 香港無綫電視翡翠台 星期一至五 14:10-15:05 時段 |                                                |                                                |
| 京華春夢 (1997.07.03 - 1997.08.07)             | 廉政行動組 (1997.08.08 - 1997.09.04)           | 家變 (1997.09.08 - 1998.02.19)                 |
| 香港無綫電視翡翠台 星期一至五 11:45-12:45 時段 |                                                |                                                |
| 笑傲江湖 (2002.03.25 - 2002.06.11)             | 廉政行動組 (2002.06.12 - 2002.07.11)           | 封神榜 (2002.07.12 - 2002.09.05)               |